# Kurt Steim

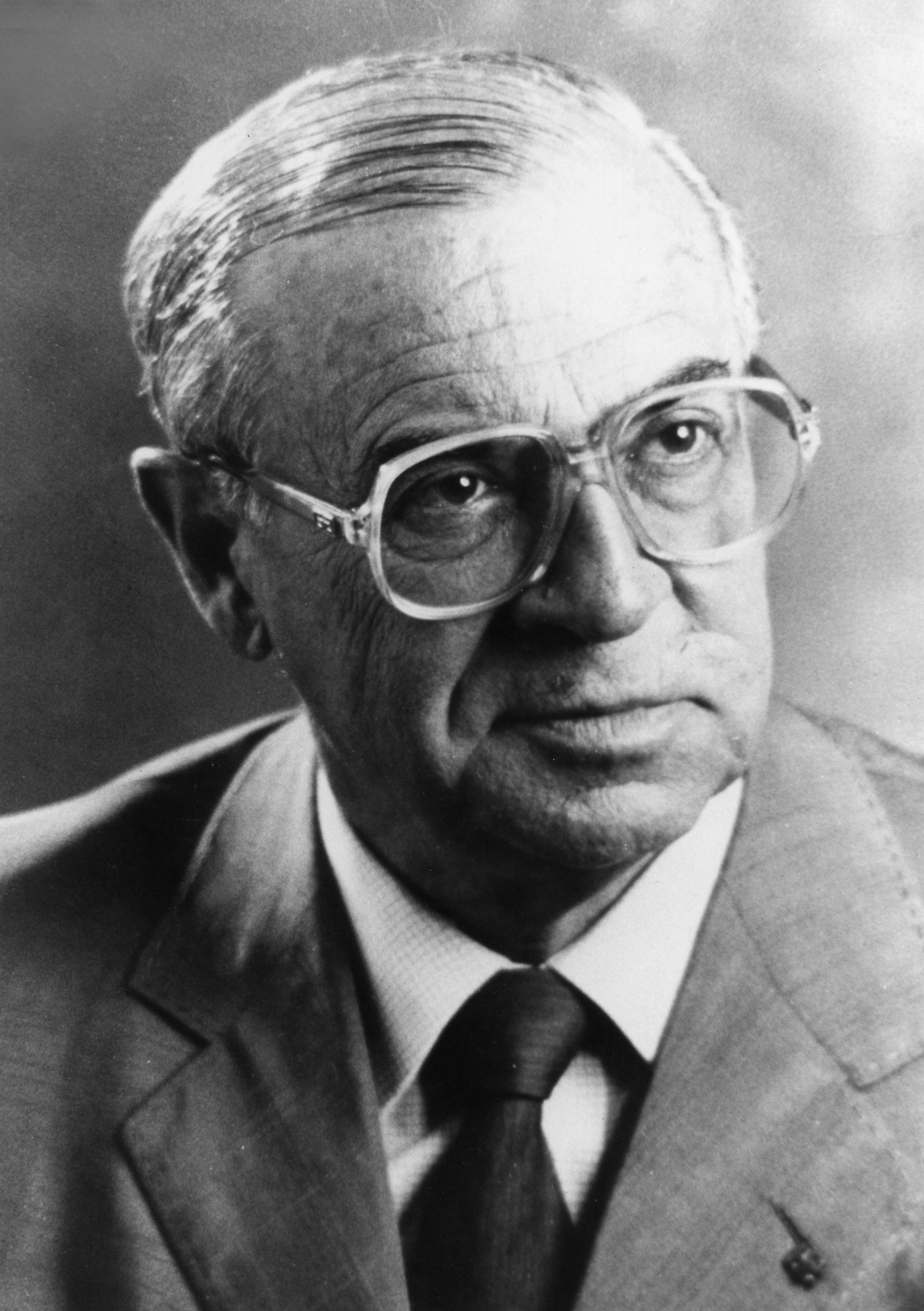
Kurt Steim (1981)

Kurt Steim (* 4. Mai 1913 in Stuttgart; † 12. Januar 1983 in Lugano) war ein deutscher Unternehmer.

## Leben
Nach dem Abitur studierte Steim in Frankfurt am Main Betriebswirtschaftslehre und promovierte dort 1937 zum Dr. rer. pol. Während des Studiums war er beim Corps Austria aktiv. Danach erhielt er eine Anstellung in der von seinem Großvater 1888 gegründeten Hugo-Kern-Uhrfedernfabrik in Schramberg. Dieses Unternehmen baute er zur heutigen Kern-Liebers-Firmengruppe, einem Verbund von Unternehmen in der Herstellung von Platinen für die Textilindustrie, Rückholfedern für Sicherheitsgurte sowie Dosiertechnik aus. Für seine Erfolge als Unternehmer erhielt er 1973 das Bundesverdienstkreuz I. Klasse. Er gründete 1978 die heute von der Universität Freiburg verwaltete Dr. Kurt Steim-Stiftung zur Erforschung und Vermeidung der Folgeschäden von Kfz-Unfällen. 1979 wurde er wegen seines  Engagements um die Universität Freiburg von dieser zum Ehrensenator ernannt. Seit 2005 wird der von der Kurt-Steim-Stiftung ausgelobte Kurt-Steim-Preis in den Bereichen  Sportmedizin, Orthopädie, Unfallchirurgie an der Universität Freiburg vergeben.  
Kurt Steim ist der Vater von Hans-Jochem Steim.

## Veröffentlichungen
- Die Wertgleichheit und ihre Auswirkungen auf Unternehmung und Bilanz. Schramberg 1937 (= Dissertation).